# Спрейтер, Джон
Джон Роберт Спрейтер (англ. John Robert Spreiter) — американский физик, известный пионерскими и фундаментальными работами по аэронавтике и околозвуковой аэродинамике середины 1940-х — 1970-х годов, а также теоретическими работами о взаимодействии солнечного ветра с магнитосферами и ионосферами планет (1960—1990-е годы).

## Биография
Спрейтер родился в 1921 году в маленьком городке Стейплс, Миннесота, и его детство, о котором он любил рассказывать, пришлось на Великую депрессию. В раннем возрасте увлёкся авиацией и проводил много времени за конструированием летающих моделей аэропланов. Джон выпустился из школы лучшим учеником класса и в 1939 году поступил в Университет Миннесоты, который окончил в 1943 году с дипломом авиаинженера.
После выпуска Спрейтер устроился на работу в новый Исследовательский центр Эймса Национального консультативного комитета по воздухоплаванию. Там Джон занимался механикой самолётов, в особенности аэродинамикой быстрого полёта, и изучал напряжения в структуре планеров самолётов, вызываемые выходом из высокоскоростного пикирования. Во время войны Спрейтер служил в военно-морском отделении центра (англ. Ames Naval Detachment). 
Затем Спрейтер продолжил образование в Стэнфордском университете и получил диплом магистра технических наук в 1947 году, а после и доктора философии по прикладной механике в 1954-м за исследования в области околозвуковой аэродинамики потоков около поверхностей и крыльев. В 1947 году, сразу после защиты магистерской диссертации, Спрейтер перешёл в теоретический отдел Центра Эймса (где проработал затем 15 лет) и разработал начала теории околозвукового обтекания крыльев, обобщив результаты Макса Мунка и Роберта Джонса и получив выражения, применимые в областях до-, около- и сверхзвукового обтекания крыльев малого удлинения, а затем обобщив теорию на крестообразные крылья, используемые в ракетах. В соавторстве с Максом Хислетом и Харвардом Ломаксом (англ. Max Heaslet, Harvard Lomax) Джон также выпустил важную работу по линейной теории околозвукового обтекания крыла. Группа, в которой он работал, сделала ключевой вклад в вопрос технической безопасности переходного околозвукового полёта.
В 1951—1992 годах Спрейтер работал в Стэнфорде, сначала на факультете аэронавтики и астронавтики, а затем, с 1968 года, — полным профессором прикладной механики, аэронавтики и астронавтики на факультете машиностроения (вёл курсы по геофизической гидродинамике, физике атмосферы и космического пространства, сопротивлению материалов), после выхода на пенсию — почётный профессор прикладной механики Стэнфордского университета.
В 1962 году Спрейтер решил приложить свои знания аэродинамики к вопросам физики космического пространства и занял пост главы теоретического отдела космической физики НАСА. Как указывала работавшая с ним над вопросами теории магнитосферы в 1960-х годах Джоан Фейнман: «В начале 1960-х мы не были уверены, что солнечный ветер — это сплошная среда, а словосочетание „бесстолкновительная ударная волна“ было оксюмороном». (англ. At the start of the 1960's we were not sure the solar wind was continuous and 'collisionless shock' was an oxymoron). Спрейтер был в числе тех исследователей, которые революционизировали физику магнитосферы. 
Его теоретические работы по магнитогидродинамике взаимодействия солнечного ветра с магнитосферами планет получили в дальнейшем блестящее подтверждение в данных со спутников. Вклад Спрейтера в физику магнитопаузы, фронта головной ударной волны и переходного магнитного слоя магнитосферы Земли фундаментален, также он распространил теорию магнитосферы на прочие планеты Солнечной системы. В 1990-х годах модели Спрейтера и его бывшего ученика Стива Стахары (англ. Steve Stahara) стали важной частью предсказаний космической погоды, в частности геомагнитных бурь.
В 1969 году в связи с получением должности полного профессора в Стэнфорде Спрейтер вышел в отставку из НАСА. Джон вышел на пенсию в 1992 году, но был привлечён Стэнфордским университетом к преподаванию ещё на год. В это время Спрейтер и профессор Стюарт Гиллмор (англ. Stewart Gillmor) выступили редакторами книги «Открытие магнитосферы» (англ. The Discovery of the Magnetosphere), объединившей воспоминания многих учёных, работавших над физикой космического пространства. В 1994 году Спрейтер стал членом Американского геофизического союза, кроме этого, он был членом Британского королевского астрономического общества и Американского института аэронавтики и астронавтики.
Умер на Мауи в 2000 году после двухлетней борьбы с раком. В сентябре 2000 года в его честь в Турции была проведена международная конференция.

### Личная жизнь
Коллеги отмечали широкие знания Спрейтера, спокойствие и доброжелательность в любых научных дебатах. Джон любил теннис, плавание, лыжи, путешествия и фотографию. 
Женился в 1953 году, жена — Бренда Оуэнс Спрейтер (англ. Brenda Owens Spreiter) — пережила Джона. У них было четыре дочери: Терри, Джанет, Кристина и Хилари (англ. Terry Spreiter; Janet Spreiter; Christine Spreiter; Hilary Spreiter).